# Figlio del nulla
Figlio del nulla è il primo album in studio del cantautore italiano Bobo Rondelli, pubblicato nel 2001.

## Tracce
1. Sdraiati sulle nuvole – 3:49
2. A non so dove – 2:52
3. Viaggio astrale – 4:21
4. Fino alla Luna – 3:27
5. Corri treno – 3:09
6. Hawaii da Shanghai – 4:21
7. Oh mama oh papa – 3:28
8. Preghiera – 3:07
9. Paranoid song – 4:08
10. Domani mi sparo – 3:05
11. Pioggia d'agosto – 3:39
12. Un'altra vita – 3:56
13. L'ultima danza – 3:38